# 雷莫爾鎮區 (密蘇里州卡斯縣)
雷莫爾鎮區（英語：Raymore Township）是位於美國密蘇里州卡斯縣的一個行政鎮區。

## 地方資料
雷莫爾鎮區的面積為93.92平方千米，當中陸地面積為93.33平方千米，而水域面積為0.59平方千米。根據2020年美國人口普查的數據，當地共有人口31880人，而人口密度為每平方千米339.44人。